# Kırmızıdam
Kırmızıdam (türkisch für rotes Dach) ist ein Ortsteil (Mahalle) im Landkreis Yumurtalık der türkischen Provinz Adana mit 290 Einwohnern (Stand: Ende 2024). Im Jahr 2011 zählte Kırmızıdam 298 Einwohner.